# Magyar Kereszténydemokrata Szövetség

A Magyar Kereszténydemokrata Szövetség zászlaja

A Magyar Kereszténydemokrata Szövetség (MKDSZ) 1997. augusztus 17-én Budapesten jött létre. A Kereszténydemokrata Néppártból 1997-ben kizárt tagokból létrejövő szervezet a kereszténydemokrata értékek képviseletét, közéleti és kulturális rendezvények szervezését tűzte ki célul. Ma a KDNP-vel együttműködve, szervezetileg a párton belül működik.

## A szervezet története és tevékenysége

### A szervezet megalapítása
1997-ben a Giczy György-vezette Kereszténydemokrata Néppárt belső konfliktusba süllyedt. A párt aktuális vezetése lassan kizárt minden tagot, aki nem fogadta el a párt akkori irányvonalát. Így történt az, hogy a KDNP 1989-es újjáalakítói és tisztségviselői többségének megszűnt a tagsága, valamint a párt parlamenti frakciója is felbomlott. A kizártak ezek után alapították meg a Magyar Kereszténydemokrata Szövetséget. 1997. augusztus 17-én, Budapesten jött létre, székhelye kezdetben Székesfehérvár volt. Kétéves mandátummal a következőképpen állt föl a szervezet elnöksége: Surján László a KDNP korábbi elnöke, országgyűlési képviselő lett az MKDSZ elnöke. Az elnökség további tagjai: Básthy Tamás, Kőszeg akkori polgármestere, Harrach Péter teológus, aki akkor a Magyar Katolikus Püspökkari Konferencia Püspökkari Titkárságának világi ügyekkel foglalkozó referense volt, Mészáros József, a BME Szociológia Tanszékének docense, Szilágyiné Szemkeő Judit, a Számítástechnikai és Ügyvitelszervező Rt. (SZÜV Rt.) oktatási igazgatója valamint Gärtner József székesfehérvári ügyvéd, ügyvezető titkár. A szervezet első országos gyűlését még a megalakítás hónapjában, 1997. augusztus 30-án tartotta Győrben.
1997 októberében az MKDSZ megállapodást kötött a Fidesz – Magyar polgári Párttal, amelynek értelmében az 1998-as választásokon a szervezet tagjai közül többen a Fidesz-MPP színeiben mandátumhoz jutottak.
2000-ben az MKDSZ székhelye Budapest lett. Ezzel a változtatással egy időben a szervezet felépítését is módosították, ugyanis társelnöki rendszert vezettek be. Harrach Pétert választották meg a Szövetség élére, Surján Lászlót pedig társelnöknek. A küldöttgyűlés elnöke Latorcai János lett.

### A KDNP-vel együttműködésben
Hosszas jogi küzdelem és a Legfelsőbb Bíróság döntése után 2002-ben a KDNP-nek meg kellett ismételni a jogszerűtlennek ítélt 1997-es választmányi ülést, így a korábbi kizárások is érvényüket vesztették. Az MKDSZ-t megalakítók tehát visszakerültek a kereszténydemokrata pártba. Ezután a Szövetség feladatköre és szerepe is módosult. A szervezet élén még ma is Harrach Péter áll, azonban immáron a KDNP-n belül működik. Surján László továbbra is társelnöki tisztet lát el. Alelnökök: Latorcai János, Rubovszky György és Semjén Zsolt.

### Az MKDSZ tevékenysége
Az MKDSZ kettős céllal jött létre. Először is folytatni kívánta a Demokrata Néppárt szellemében, és a rendszerváltás idején a KDNP-ben megkezdett politikát. Másrészt pedig tágabb értelemben vett közéleti-kulturális tevékenységet is vállalt. Kovács K. Zoltán vezetésével az MKDSZ keretén belül létrejött a Barankovics Akadémia, amely a kereszténydemokrácia szellemi műhelyeként működött.
2007-től az MKDSZ adja ki a KDNP pártlapját, a Hazánk című folyóiratot.